# Vinícius Eutrópio
Vinícius Soares Eutrópio (* 27. Juni 1966 in Mutum, Minas Gerais) ist ein brasilianischer Fußballtrainer und ehemaliger -spieler. Er trat als defensiver Mittelfeldspieler an.

## Karriere
Als Fußballspieler durchlief Eutrópio in seiner aktiven Zeit unterklassige Klubs in seiner Heimat und kam hier zu wenigen regionalen Erfolgen. Bei Náutico Capibaribe, seiner letzten Station als Profi, wurde er direkt im Anschluss Assistenztrainer. Eine Stelle, welche er danach auch bei Atlético Paranaense und dem Fluminense FC innehatte. Im März 2009 erhielt er sein erstes Engagement als Cheftrainer beim Ituano FC. Ging aber noch im selben Jahr zu Fluminense zurück um unter Carlos Alberto Parreira zu arbeiten. Nach Parreiras Entlassung erhielt er im Juli die Chance die Mannschaft als Cheftrainer zu betreuen. Effektiv war er nur für zwei Spiele verantwortlich.
Zum Start in die Saison 2010 verpflichtet Grêmio Barueri Eutrópio als Trainer. Mit diesem sollte er in der Staatsmeisterschaft von São Paulo antreten. Aufgrund schlechter Ergebnisse entließ ihn der Klub im März nach dem 13. Spieltag. Im Anschluss wurde er, wieder unter Carlos Alberto Parreira, Assistenztrainer der Fußballnationalmannschaft Südafrikas. Er sollte zunächst Spiele des Gruppengegners in der anstehenden Fußball-Weltmeisterschaft 2010 Mexiko beobachten. Zur Weltmeisterschaft selbst fuhr er dann nicht mehr mit. Eutrópio hatte ein Angebot des portugiesischen Klubs GD Estoril Praia angenommen. In der Liga Orangina 2010/11 führte er den Klub auf den neunten Platz. Nach einem schlechten Start in die Folgesaison wurde ihm im September 2011 gekündigt.
Ab April 2012 betreute Eutrópio erneut Grêmio Barueri. Er sollte den Klub in der Série B 2012 betreuen. Der Start in die Liga misslang. In den ersten vier Spielen gab es ein Unentschieden und drei Niederlagen. Der Trainer erhielt daraufhin seine Demission. Im selben Jahr war er noch für den Duque de Caxias FC in der Série C und im Staatspokal von Rio de Janeiro tätig, sowie ab November América Mineiro noch für zwei Spiele in der Série B. Sein Kontrakt mit América beinhaltete auch die Spielzeit 2013. In der Staatsmeisterschaft von Minas Gerais 2013 konnte die Mannschaft die gewünschten Ergebnisse nicht erreichen und Eutrópio wurde im März gekündigt. Er ging zum AS Arapiraquense, welchen er aber nur in fünf Spielen führen konnte. Ab August 2013 betreute er den Figueirense FC in der Série B 2013. Er konnte den Klub auf den vierten Platz führen und erreichte damit die Qualifikation für die Série A 2014. Der Start in die Saison 2014 gelang mit dem Gewinn der Staatsmeisterschaft von Santa Catarina gut. Nachdem in der Série A die ersten beiden Spiele verloren gingen, musste er Figueirense im April verlassen.
Im Juni 2014 unterzeichnete Eutrópio einen Kontrakt beim Al-Ittihad Kalba SC aus den VAE. Im Oktober beendete er hier seine Tätigkeit. Er kehrte in seine Heimat zurück, wo ihn Chapecoense für 2015 unter Vertrag nahm. In der Staatsmeisterschaft schied er mit dem Klub in der zweiten Runde aus. In der Série A 2015 wurde er im September nach sechs sieglosen Spielen in Folge entlassen.
Bis 2018 betreute er, immer für kurze Zeit, AA Ponte Preta, Figueirense, den Santa Cruz FC und Chapecoense. 2018 nahm er das Angebot des Club Bolívar aus Bolivien an, wo er ein halbes Jahr blieb. Wieder in Brasilen war er 2019 für den Guarani FC und Figueirense tätig. Auch die Folgejahre war nur bei unterklassigen Klubs tätig. Seit September 2024 ist Eutrópio Nationaltrainer von Brunei.

## Erfolge

### Als Spieler
Criciúma
- Staatsmeisterschaft von Santa Catarina: 1989

Figueirense
- Supercampeonato Catarinense: 1996
- Staatspokal von Santa Catarina: 1996

### Als Trainer
Figueirense
- Staatsmeisterschaft von Santa Catarina: 2014

Santa Cruz
- Taça Asa Branca: 2017

Joinville
- Staatspokal von Santa Catarina: 2020
- Recopa Catarinense: 2021